# ألبرشت، دوق ساكسونيا
ألبرخت الثالث (بالألمانية: Albrecht؛ 27 يناير 1443 - 12 سبتمبر 1500)؛ كان دوق ساكسونيا، ويلقب بـ ألبرخت الجريء أو ألبرخت الشجاع ومؤسس وسلف خط الألبرتيني من بيت فتين.

## حياته
ولد ألبرخت في غريما كثالث وأصغر (الخامس في الترتيب) أبناء فريدرخ الثاني ناخب ساكسونيا ومارغريت من النمسا شقيقة الإمبراطور فريدرخ الثالث.
في 1455 اختطف مع شقيقه الأكبر إرنست من قبل الفارس كونتس فون كوفونجين، ولكنه استطاع الفرار في نفس الليلة التي تم فيها الاختطاف، في حين شقيقه تم الإفراج عنه بعد أربعة أيام، وأما مصير كونتس فون كوفونجين كان هو الإعدام في 14 أغسطس 1455، امضى ألبرخت بعض الوقت في البلاط خاله الإمبراطور فريدرخ الثالث في فيينا.
في إيغر (خب) في 11 نوفمبر 1464 تزوج ألبرخت من سيدوني ابنة جيري بوديبراد، ملك بوهيميا، ولكنه فشل في الحصول على التاج البوهيمي بعد وفاة الملك في 1471، وبعد وفاة والده في 1464 حكم أراضي العائلة بالمشاركة مع شقيقه الأكبر إرنست، ولكن في 1485 تم تقسيم ممتلكات من خلال معاهدة لايبزيغ، حصل ألبرخت على مايسن، جنباً إلى جنب مع بعض المناطق المجاورة، وأسس خط الألبرتيني من أسرة فتين.
كان ألبرشت في 1475 جندياً بارزاً في جيوش الإمبراطور في حملته ضد شارل الجريء دوق بورغندي، وفي 1487 قاد الحملة ضد ماتياس كورفينوس، ملك المجر؛ إلا أنه فشل في هذه الحملة بسبب عدم تلقيه الدعم من جانب الإمبراطور.
في 1488 عُين حاكم لـ هولندا حتى 1493، وأيضا سار مع القوات الإمبراطورية التي مكنت من أخرج ملك الرومان ماكسيمليان من سجنه في بروج، وعندما عاد الملك إلى ألمانيا في 1489 ترك وراءه ألبرخت وذلك لاستكمال الحروب هناك، واستطاع استعادة السلطة هناك في هولندا، فلاندرز، برابانت، ولكنه لم يحصل على أي سداد المبالغ المالية الكبيرة التي أنفقها في الحرب هناك.
وأخيراً تم مكافأته من قبل الإمبراطور ماكسيمليان الأول في 1498 عندما منح لقب حاكم الوراثي (بوتستات) فريزلاند، ولكنه اضطر إلى تقديم مطالبته هُناك بقوة السلاح، والتي كانت ناجحة إلى حد كبير، ولكنه دُفعت زيارة إلى ساكسونيا وخاصة بعد وصول أخبار تمرد دوق غرونينغن، وبعد فترة وجيزة توفي في إمدن، ودفن في مايسن.